# 2nd King Edward VII's Own Gurkha Rifles (The Sirmoor Rifles)
2nd King Edward VII's Own Gurkha Rifles (The Sirmoor Rifles) (dobesedno slovensko: 2. [polk] lastnih gurških strelcev kralja Edvarda VII. (sirmoorski strelci)) je bil pehotni polk sprva Britanske Indijske kopenske vojske, ki pa je po osamosvojitvi Indije prešel v Britansko kopensko vojsko.
Moštvo polka so predstavljale Gurke. 
Polk je bil skupaj z drugimi tremi polki Gurk v britanski službi združen v Kraljeve gurške strelce.
Trije pripadniki polka so prejeli Viktorijin križec.